# Чжан Менсюе
Чжан Менсюе (6 лютого 1991 року) — китайська спортсменка, золота призерка Літніх Олімпійських ігор 2016 року в стрільбі з пневматичного пістолета.